# Parvicarina felipeleitei
 (août 2023).
Genre
Espèce
Synonymes
- Pterinopelma felipeleitei Bertani & Leal, 2016

Parvicarina felipeleitei, unique représentant du genre Parvicarina, est une espèce d'araignées mygalomorphes de la famille des Theraphosidae.

## Distribution
Cette espèce est endémique  du Minas Gerais au Brésil,. Elle se rencontre dans la Serra do Arrependido Condado et Serra do Cipó.

## Description
La carapace de la femelle holotype mesure 19,88 mm de long sur 18,32 mm et l'abdomen 20,18 mm de long sur 15,56 mm.

## Systématique et taxinomie
Cette espèce a été décrite sous le protonyme Pterinopelma felipeleitei par Bertani et Leal en 2016. Elle est placée dans le genre Parvicarina par Galleti-Lima, Hamilton, Borges et Guadanucci en 2023.
Ce genre a été décrit par Galleti-Lima, Hamilton, Borges et Guadanucci en 2023 dans les Theraphosidae.

## Étymologie
Cette espèce est nommée en l'honneur de Felipe Sá Fortes Leite.

## Publications originales
- Bertani & Leal, 2016">Bertani & Leal, 2016 : « A new species of Pterinopelma (Araneae: Theraphosidae) from the highlands of the state of Minas Gerais, Brazil and description of the male of P. sazimai. » Zoologia (Curitiba), vol. 33, no 1, e20150190, p. 1-9.
- Galleti-Lima, Hamilton, Borges & Guadanucci, 2023 : « Phylogenomics of Lasiodoriforms: reclassification of the South American genus Vitalius Lucas, Silva and Bertani and allied genera (Araneae: Theraphosidae). » Frontiers in Ecology and Evolution, vol. 11, no 1177627, p. 1-19 (texte intégral).